# 穆扎基
穆扎基（希臘語：Μουζάκι）是希腊色萨利大区卡尔季察专区的市镇。市镇面积为313.9平方公里，2021年人口数量为11,245人。
现今范围的市镇设立于2011年地方政府改革中，由原3个市镇合并而成，原市镇则成为此市镇的3个市区。穆扎基市区（即原穆扎基市镇）的面积为179.521平方公里，2021年人口数量为6,478人。